# Pe (písmeno)
Pe nebo také fe (symbol ף,פ; hebrejsky פֵּא‎, někdy též פֵּה‎) je sedmnácté písmeno hebrejské abecedy. Pochází z fénického písmene .
Koncový tvar písmene pe v psané podobě je pak skloubením písmene lamed a původního pe.
Tvar písmene představuje hlavu z profilu. Slovo פֶּה‎ pak v hebrejštině znamená „ústa“.
- V Unicodu má hebrejské pe označení 05E4, koncová podoba 05E3. Existují i samostatné kódy pro variantu s dagešem a s rafe
- V morseově abecedě se používá sekvence ·−−· (tečka, čárka, čárka, tečka).
- V Braillově písmu se používají znaky ⠋ (280B) a ⠏ (280F).

## V hebrejštině
V moderní hebrejštině se čte dvěma způsoby:
1. jako neznělá bilabiální ploziva [p] (IPA 101), v tomto případě se občas vpíše do pe tzv. dageš, nebo
2. jako neznělá labiodentální frikativa [f] (IPA 128).

Ozdobné provedení koncové podoby písmene fe na podpisu rabína Ovadji Josefa. Jedná se o poslední písmeno (zcela vlevo), které současně podtrhuje celý podpis.

Vyskytne-li se pe na konci slova, dostává grafickou podobu ף a vyslovuje se vždy jako [f]. Pokud je třeba zapsat na konci slova vyslovované [p] (v transkripcích cizích jmen nebo v přejatých slovech), píše se běžné פ.
Bez ohledu na výslovnost je pe/fe včetně jeho koncové podoby považováno za jedno písmeno a takto řazeno ve slovnících.

## V jidiš
Stejně jako v hebrejštině může označovat hlásku [p] nebo [f], je však v každém z těchto významů považována za samostatné písmeno a při abecedním řazení má toto rozlišení primární řadicí platnost ([p] se řadí před [f]). Grafické rozlišení se provádí pomocí značky dageš pro [p] a značky rafe pro [f]. Toto rozlišování ovšem není dodržováno u starších textů používajících odlišný pravopis.

## V aramejštině
Židovské varianty aramejštiny používají pro zápis hebrejské písmo včetně písmene pe a jeho koncové podoby. Jiné grafické systémy používají odpovídající znaky 𐡐 (U10850, imperiální aramejština) ܦ (U0726, syrština v zápise serto) a další.
| Znak            | 𐡐               | 𐡐           | ܦ       | ܦ        |
| --------------- | --------------- | ----------- | ------- | -------- |
| Název v Unicodu |                 |             |         |          |
| Kódování        | dec             | hex         | dec     | hex      |
| Unicode         | 67664           | U+10850     | 1830    | U+0726   |
| UTF-8           | 240 144 161 144 | f0 90 a1 90 | 220 166 | dc a6    |
| UTF-16          | 55362 56400     | d842 dc50   | 1830    | 0726     |
| Číselná entita  | &#67664;        | &#x10850;   | &#1830; | &#x0726; |

## V arabštině
V židovských dialektech arabštiny zapisovaných hebrejským písmem se používá písmeno pe včetně jeho koncové podoby pro hlásku [f] (hlásku [p] arabština nemá). V arabském písmu mu odpovídá písmeno fá (ف U0641)

## Ladino
V jazyce ladino („židovská španělština“) označuje písmeno pe hlásku [p] nebo [f]. Grafické rozlišení se provádí u „měkké“ výslovnosti [f] pomocí značky gereš (U05F3), rafe (U05BF) nebo (zejména ve starších textech) varika (UFB1E). U slov přejatých z hebrejštiny se měkkost neoznačuje.

## Číselný význam
V systému hebrejských číslic má význam 80. Koncovému fe (ף) je přiřazena hodnota 800, často se však v praxi nahrazuje spojením ת״ת.

## Pe jako značka
| Znak            | פּ                            | פּ                            | ףּ                                  | ףּ                                  | פֿ                          | פֿ                          |
| --------------- | ---------------------------- | ---------------------------- | ---------------------------------- | ---------------------------------- | -------------------------- | -------------------------- |
| Název v Unicodu | Hebrew letter pe with dagesh | Hebrew letter pe with dagesh | Hebrew letter final pe with dagesh | Hebrew letter final pe with dagesh | Hebrew letter pe with rafe | Hebrew letter pe with rafe |
| Kódování        | dec                          | hex                          | dec                                | hex                                | dec                        | hex                        |
| Unicode         | 64324                        | U+fb44                       | 64323                              | U+fb43                             | 64334                      | U+fb4e                     |
| UTF-8           | 239 173 132                  | ef ad 84                     | 239 173 131                        | ef ad 83                           | 239 173 142                | ef ad 8e                   |
| Číselná entita  | &#64324;                     | &#xfb44;                     | &#64323;                           | &#xfb43;                           | &#64334;                   | &#xfb4e;                   |

- V gramatice písmeno pe (פ) označuje první ze tří písmen slovního kořene.
- V knižních vydáních textů tanachu označuje konec oddílu (paraša) a začátek oddílu nového, přičemž nový oddíl začíná ve svitku Tóry, popř. jiných liturgických svitcích, na novém řádku (paraša ptucha = otevřený oddíl).

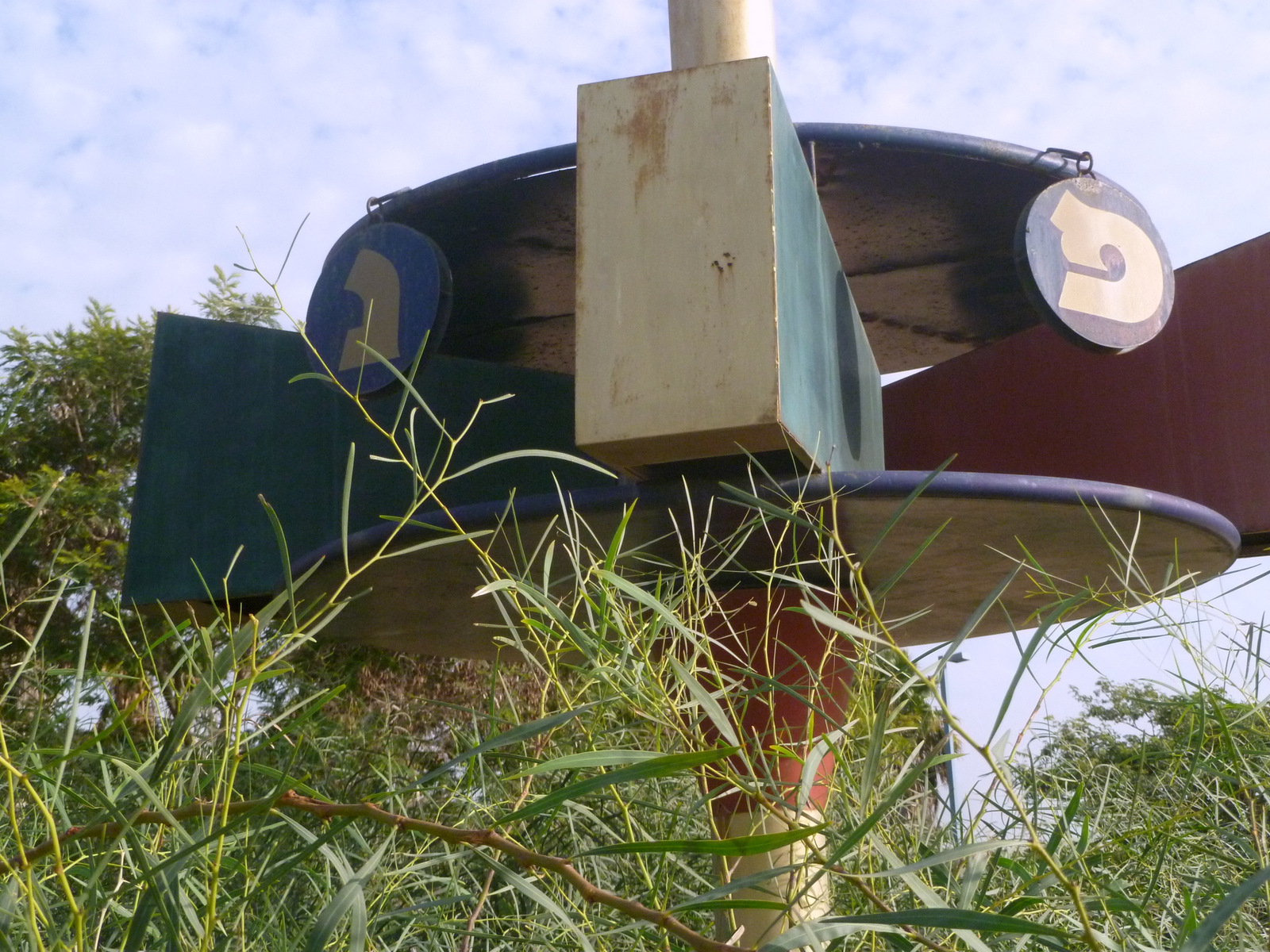
Písmeno pe na symbolickém chanukovém sevivonu poblíž nádraží ve městě Caesarea (Izrael)

- Písmeno pe na symbolickém chanukovém sevivonu poblíž nádraží ve městě Caesarea (Izrael) Na chanukovém drejdlu (sevivonu) se vyskytuje písmeno pe pouze u verzí užívaných v zemi Izrael jako součást zkratky či kódu נגה״פ (nes gadol haja po — div veliký stal se zde); v diaspoře je nahrazeno písmenem šin (nes gadol haja šam — div veliký stal se tam).

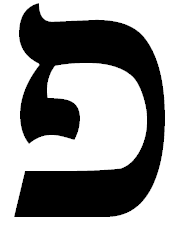
Hebrejské pe napsané patkovým písmem
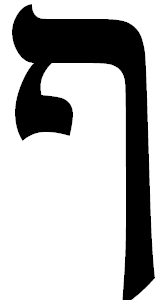
Koncový tvar písmene pe
Pe psacím písmem
Koncové pe psacím písmem
Pe v písmu Raši
koncové pe v písmu Raši
- Pe v morseově abecedě
Pe deguša ([p]) v Braillově písmu
Pe rafa ([f]) v Braillově písmu
Syrské pe
Syrské pe v písmu serto